# 艾哈邁德利

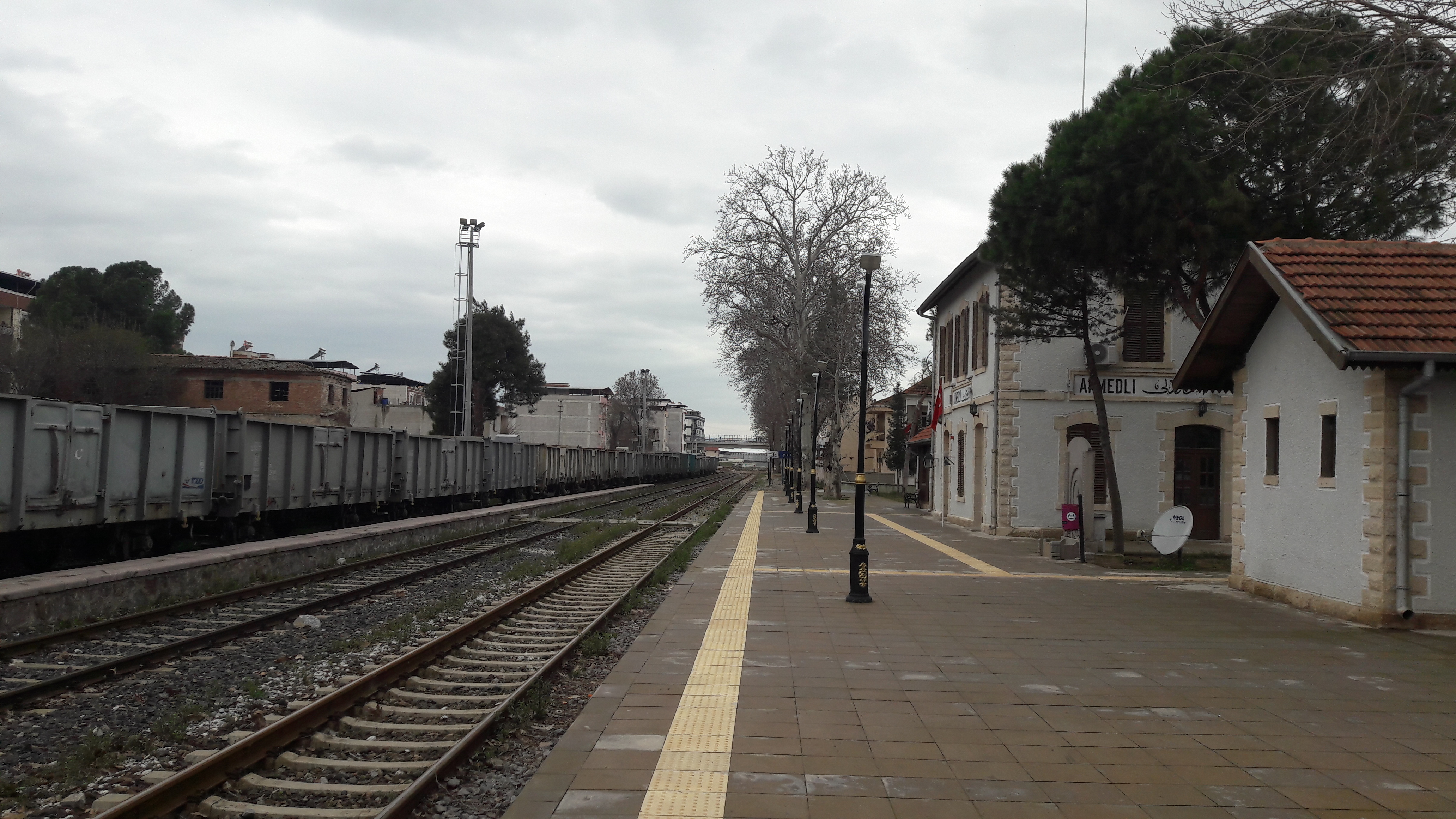
Ahmetli railway station

艾哈邁德利是土耳其的城鎮，由馬尼薩省負責管轄，位於該國西部，面積298平方公里，海拔高度501米，主要農產品有葡萄、棉花、胡椒、煙草和橄欖，2011年人口9,878。

## 外部連結
- District governor's official website （页面存档备份，存于） （土耳其文）
- Road map of Ahmetli and environs
- Various images of Ahmetli, Manisa （页面存档备份，存于）

38°37′00″N 28°41′00″E / 38.61667°N 28.68333°E